# Израильско-нигерские отношения
Израильско-нигерские отношения — двусторонние международные, дипломатические, культурные, экономические и иные отношения между Нигером и Израилем.
Дипломатические отношения между двумя странами были активными в период после провозглашения независимости Нигера в 1960 году до 1973 года. Отношения были нормализованы в 1996 году, но разорваны по инициативе Нигера в 2002 году. В настоящее время нет особых торговых или туристических ограничений для граждан обеих стран.

## История
Нигер обрел независимость от Франции в 1960 году, и в то же время установил отношения с правительством Израиля, хотя Нигер никогда не основывал постоянной дипломатической миссии в еврейском государстве. В начале 1960-х в Нигере были основаны и работали несколько израильских программ развития, в основном сконцентрированных на обмене опытом в развитии сельского хозяйства. Израильское правительство также помогало в финансировании Юных Пионеров Нигера, национальной молодёжной и гражданской группы. В середине 1960-х Нигер открыл посольство в Израиле. После Шестидневной войны (1967) нигерское отношение к Израилю, как народное, так и правительственное, остыло. Израильское правительство со своей стороны не одобряло близкие отношения Нигера с Ливией, начавшиеся в 1969 году. Продолжавшийся конфликт Израиля со своими соседями увеличил давление со стороны таких стран, как Ливия, а также движение некоторых африканских стран в этом же направлении, привели к тому, что Нигер формально прекратил дипломатические отношения с правительством Израиля 1 января 1973 года.
Арабские, африканские и неприсоединившиеся организации предприняли ряд шагов по разрыву отношений с Израилем после 1967 года, и это продолжалось в начале 1970-х годов. Организация африканского единства (ОАЕ) на своей встрече на высшем уровне в июне 1972 года вышла за пределы своей критики 1971 года в отношении Израиля, единодушно призывающей к виртуальному эмбарго ООН на поставки оружия в Израиль. В том же году Уганда разорвала дипломатические отношения с Израилем в марте; Чад следовал в ноябре. 25 декабря Израиль объявил о закрытии своих посольств в Нигере и Республике Конго «по бюджетным и административным причинам», оставив только аккредитацию нерезидентных послов в этих двух странах. Конго отреагировало, полностью разорвав отношения, осуждая политику Израиля как «империалистов и экспансионистов». Нигер также полностью разорвал отношения, правящая Прогрессивная партия Нигера назвала израильское представительство в Ниамее «неуместным». Официальная нигерская политика по поводу разрыва отношений была объявлена 1 января 1973 года, и вступила в силу 4 января того же года.
Несколько других соседей Нигера в одно и то же время разорвали отношения, в том числе Мали (4 января 1973 года: по-прежнему не имеют отношений с Израилем) и Нигерия (восстановили отношения в 1992 году).

## Неформальные отношения
Неформальные связи с Израилем продолжались при правительстве Амани Диори, а также при Сейни Кунче и после 1974 года. Оставшиеся отношения были обострены в конце 1970-х годов из-за установления отношений между Израилем и режимом апартеида в Южной Африке и тем, что Израиль обвинял Нигер в отправке урановой руды в Ливию и Ирак. В 1979 году Нигер показал, что он продал 258 тонн урана в Ливию в 1978 году, и продолжал продавать её оппонентам Израиля: 1212 тонн в Ливию в 1981 году и неизвестное количество в Ирак до операции «Опера» 1 июня 1981 года.
Политические отношения оставались напряжёнными и при следующих правительствах, из-за нигерского восприятия израильско-палестинского конфликта и израильских отношений в 1970-80 годах с режимом апартеида в ЮАР.
Нигер голосовал «за» по резолюции ООН 3379 в 1975 году, которая «определяет сионизм как одну из форм расизма и расовой дискриминации».

## Восстановление отношений и разрыв
Формальное восстановление отношений без открытия посольств произошло 28 ноября 1996 года. Это восстановление, также как и между соседними странами, такими как Мавритания, стало возможным благодаря подписанию Соглашений в Осло, окончанию апартеида в ЮАР и давлению со стороны США для поддержания заключения палестино-израильского мирного договора. Восстановление отношений между Нигером и Израилем, по инициативе африканской стороны, в октябре 1996 года, было вызвано военным переворотом, случившимся 27 января 1996 года, который возглавил полковник Ибрагим Баре Маинассара и желанием нового правительства предотвратить прекращение оказания помощи от двух крупнейших спонсоров: США и Франции. Менее чем через три года Маинассара был сброшен и новое демократическое правительство Нигера восстановило отношения с западными странами.
В апреле 2002 года, после Второй интифады 2000 года и растущих уличных протестов против внешней политики Израиля и США, правительство Нигера вновь объявило о формальном разрыве в дипломатических отношениях.
Отказываясь от двусторонних отношений, Нигер стал первой страной, которая порвала дип. отношения с Израилем с начала палестинского восстания в 2000 году.
В официальном заявлении от 21 апреля правительство Нигера осудило военные действия Израиля на палестинских территориях и осудило «непримиримость премьер-министра Шарона и его явно заявленное желание пересмотреть все прошлые решения мирного процесса, что серьезно угрожает миру и безопасности на всем Ближнем Востоке».
Незадолго до разрыва отношений нигерский чиновник Lawal Kader Mahamadou, осуждая конфликт Израиля с палестинцами, обвинил Израиль в «геноциде» во время появления на государственном ТВ, заявив что «палестинцы должны жить в суверенном государстве». Официальные лица МИДа Израиля заявили, что хотя они были разочарованы разрывом дип. отношений, отношения эти с 1996 года составляли нечто чуть большее, чем помощь израильских сельскохозяйственных экспертов и обучение нигерских студентов в университетах Израиля.

## Отношения в настоящее время
В 2009 году между двумя странами не существует дипломатических отношений. Между двумя странами нет особых ограничений в торговле или путешествиях. Все посетители из-за пределов Экономического сообщества западноафриканских государств (ЭКОВАС) должны иметь въездную визу в Нигер, в то время как нигерцы не сталкиваются с формальными ограничениями при поездках в Израиль. Несмотря на то, что в Нигере проходят редкие протесты против политики Государства Израиль, израильтяне продолжают путешествовать в эту страну и работать в ней.